# Glen Foster
Glen Seward Foster II (Orange, 14 de agosto de 1930 — Nova Iorque, 1 de outubro de 1999) foi um velejador estadunidense, medalhista olímpico. Ele competiu nos Jogos Olímpicos de Verão de 1972 na classe Tempest e conquistou a medalha de bronze, ao lado de Peter Dean. Eles se tornaram campeões mundiais juntos em Marstrand em 1971.
No bote Finn, Foster ganhou dois campeonatos dos EUA e um campeonato norte-americano. Foster frequentou a Phillips Academy e estudou na Brown University, pela qual também competiu em competições de vela.